# سوینگین پارتی
«سوینگین پارتی» (به انگلیسی: Swingin Party) ترانه‌ای نوشته شده توسط پل وستبرگ است که برای چهارمین آلبوم استودیویی گروهش، تیم (۱۹۸۵) ضبط شده‌است. این اثر یک ترانه ایندی راک و راک اند رول بالاد با تأثیرات از موسیقی جاز، کانتری و موج نو است.
لرد، خواننده نیوزلندی این ترانه را در سمت بی اولین آلبوم استودیویی خود قهرمان محض (۲۰۱۳) بازخوانی کرد.